# Młodszy chorąży marynarki
Młodszy chorąży marynarki (mł. chor. mar.) – wojskowy stopień podoficerski w polskiej Marynarce Wojennej, odpowiadający młodszemu chorążemu w Wojskach Lądowych i Siłach Powietrznych. Jego odpowiedniki znajdują się także w marynarkach wojennych innych państw.

## Geneza
Termin „chorąży” został zapożyczony przez floty wojenne z wojsk lądowych. Początkowo, podobnie jak i inne stopnie wojskowe chorąży był tytułem i dotyczył funkcji sprawowanych na okręcie. W hierarchii został umiejscowiony pomiędzy bosmanem, a porucznikiem. Chorążowie sprawowali funkcje nawigatorów, artylerzystów, kapelanów, cyrulików, płatników oraz zajmowali inne pomocnicze stanowiska na okrętach. W XVII wieku tytuł chorążego przekształcił się w stopień wojskowy.

## Użycie
W Polsce stopień młodszego chorążego marynarki powstał w 1967, w związku z rozbudowaniem korpusu chorążych. Od momentu utworzenia umiejscowiony jest między starszym bosmanem sztabowym, a chorążym marynarki. W 2004 zlikwidowano korpus chorążych, a jego stopnie przeniesiono do korpusu podoficerów. Od momentu powstania młodszy chorąży marynarki jest odpowiednikiem młodszego chorążego. 
Stopień wojskowy młodszego chorążego marynarki jest zaszeregowany dla grupy uposażenia nr 7, a w kodzie NATO określony jest jako OR-07.